# فاتیوالا
فاتیوالا (به انگلیسی: Fattiwala) یک منطقهٔ مسکونی در پاکستان است که در پنجاب واقع شده‌است. فاتیوالا ۱۹۳ متر بالاتر از سطح دریا واقع شده‌است.